# 八棱观塔
41°22′57″N 120°03′46″E / 41.38250°N 120.06278°E
八棱观塔位于中国辽宁省朝阳市龙城区大平房镇八棱观村，1979年被列为辽宁省文物保护单位，2013年被列为第七批全国重点文物保护单位。
八棱观塔建在山顶上，南临大凌河，与辽代建州城址隔河相望，建于辽代。塔八角十三级，实心，密檐式，砖构，高约34.4米。